# Frédéric Arniaud
Pas d'image ? Cliquez ici

a Compétitions nationales et continentales officielles uniquement.

Frédéric Arniaud, né le 9 novembre 1981 à Toulon (Var), est un joueur de rugby à XV français qui évolue au poste de centre (1,80 m pour 88 kg). 

## Biographie
Frédéric Arniaud a commencé le rugby à l'âge de dix sept ans après avoir joué au football au Sporting Toulon Var. Il a signé son premier contrat professionnel au Rugby club toulonnais en 2001 et était également pompier volontaire à la caserne de Toulon.

## Palmarès

### En club
- Champion de France de Pro D2 : 2005

### En équipe nationale
- Équipe de France des Pompiers